# جامعة ولاية آدمز
جامعة ولاية آدمز  (بالإنجليزية: Adams State University)‏ هي جامعة عامة في الولايات المتحدة تأسست عام 1921. تقع في مدينة ألاموسا، كولورادو ، الولايات المتحدة.

## إحصائيات
يبلغ عدد طلاب الجامعة 3,467 طالب.

## وصلات خارجية
- الموقع الإلكتروني